# Hydroélectricité en Russie

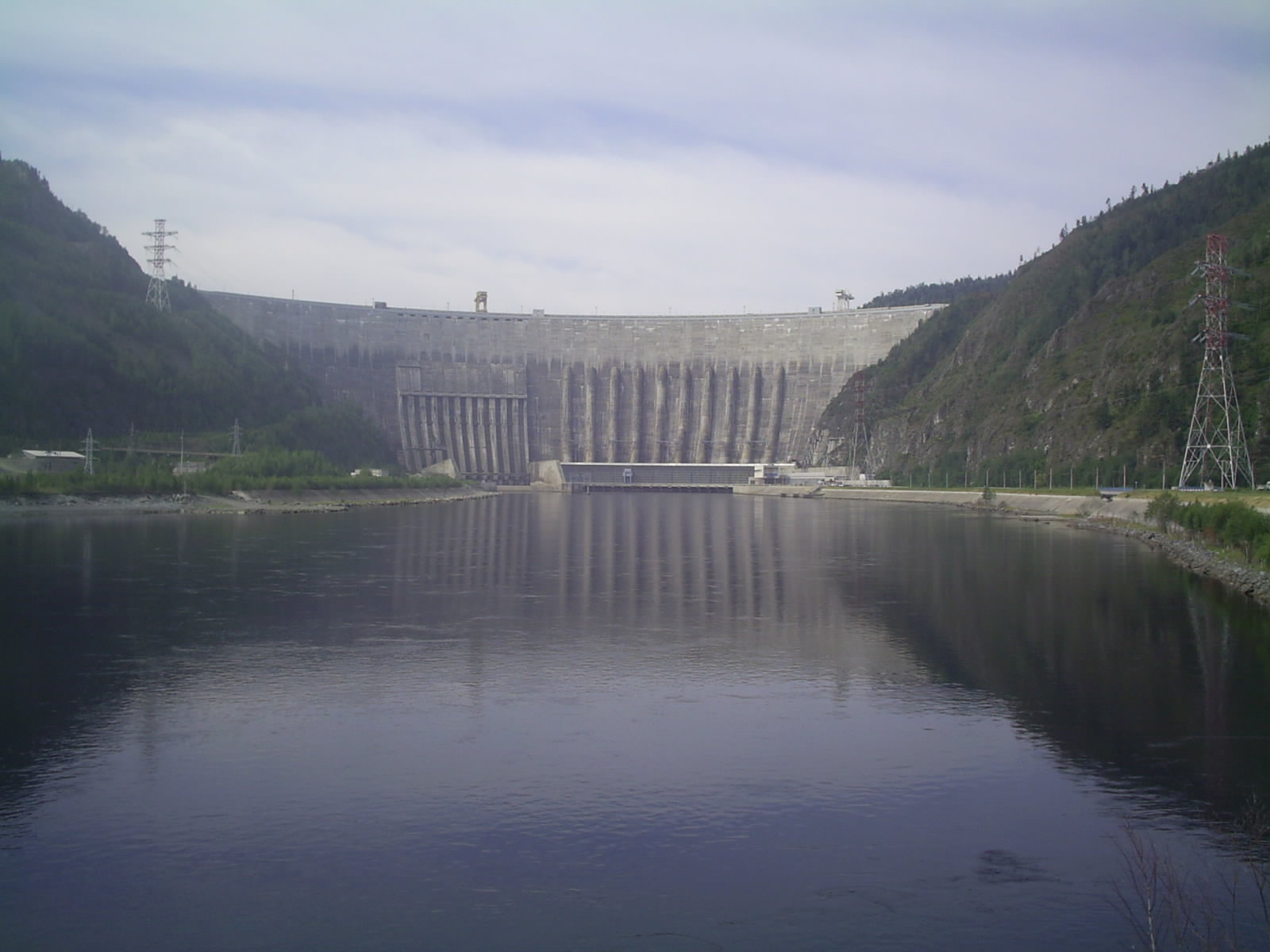
Barrage de Saïano-Chouchensk sur la Ienisseï en Sibérie

Le secteur de l'hydroélectricité en Russie bénéficie d'un potentiel important dont seulement 21 % est exploité ; la majeure partie de ce potentiel est situé en Sibérie et en Extrême-Orient.
La Russie se situe en 2024 au 5e rang mondial pour sa production avec 4,6 % de la production mondiale, derrière la Chine, le Brésil, le Canada et les États-Unis, et au 5e rang pour sa puissance installée (4,0 % du total mondial). L'hydroélectricité fournissait 17,4 % de la production d'électricité du pays en 2024.
La stratégie énergétique 2050 fixe un objectif d'accroissement de la production hydroélectrique de 17 % par rapport à 2023 et prévoit 7,8 GW de nouvelles centrales en Sibérie et en Extrême-Orient.

## Potentiel hydroélectrique
Le potentiel brut théorique hydroélectrique de la Russie est de 2 295 TWh par an (5,8 % du potentiel brut mondial), dont 852 TWh/an considérés comme économiquement exploitable. À la fin 2008, la Russie disposait de 49,7 GW en exploitation (180 TWh produits en 2008, soit seulement 21 % du potentiel économiquement exploitable), 7 GW en construction et 12 GW en projet. La majeure partie du potentiel est située en Sibérie et en Extrême-Orient. Le plus grand aménagement en cours de construction est la centrale de 3 000 MW de Bogucchany sur la rivière Angara dans le sud-est de la Sibérie, dont la mise en service progressive est prévue à partir de 2010 ; parmi les projets, des extensions de capacité de 2 010 MW pour la chaîne de la Volga-Kama, et 7 centrales sur la rivière Timpton en sud-Yakoutie (9 000 MW au total) ; la 1re des 7 serait Kankunskaya (1 600 MW).

## Production hydroélectrique
Selon l'Association internationale de l'hydroélectricité (IHA), la production hydroélectrique de la Russie (y compris production des centrales de pompage-turbinage) s'est élevée à 212 TWh en 2024, au 5e rang mondial avec 4,6 % du total mondial, derrière la Chine (30,4 %), le Brésil (9,1 %), le Canada (7,7 %) et les États-Unis (5,3 %).
Selon l'Energy Institute, la production hydroélectrique de la Russie s'est élevée en 2024 à 210,5 TWh, soit 17,4 % de la production d'électricité du pays et 4,7 % de la production hydroélectrique mondiale.
Selon l'Agence internationale de l'énergie, la production hydroélectrique de la Russie s'est élevée en 2022 à 199,4 TWh, soit 17,3 % de la production d'électricité du pays, contre 216,4 TWh en 2021 (18,7 %).
| Année | Production (Gwh) | Variation (%) | Part (%) |
| 1990  | 165 917          |               | 15,3 %   |
| 2000  | 165 375          |               | 18,8 %   |
| 2010  | 168 397          |               | 16,2 %   |
| 2011  | 167 608          | -0,5 %        | 15,9 %   |
| 2012  | 167 319          | -0,2 %        | 15,6 %   |
| 2013  | 182 654          | +9,2 %        | 17,2 %   |
| 2014  | 177 141          | -3,0 %        | 16,6 %   |
| 2015  | 169 914          | -4,1 %        | 15,9 %   |
| 2016  | 186 640          | +9,8 %        | 17,1 %   |
| 2017  | 187 131          | +0,3 %        | 17,1 %   |
| 2018  | 193 027          | +3,2 %        | 17,3 %   |
| 2019  | 196 510          | +1,8 %        | 17,5 %   |
| 2020  | 214 388          | +9,1 %        | 19,7 %   |
| 2021  | 216 392          | +0,9 %        | 18,7 %   |
| 2022  | 199 361          | -7,9 %        | 17,3 %   |
| 2023  | 200 900          | +0,8 %        | 17,1 %   |
| 2024  | 210 500          | +4,8 %        | 17,4 %   |

La Russie se classait en 2022 au 5e rang mondial avec 5,0 % du total mondial, derrière la Chine (30,7 %), le Brésil (9,6 %), le Canada (8,9 %) et les États-Unis (5,9 %), en 2021 au 5e rang mondial avec 5,4 % du total mondial, derrière la Chine (31,5 %), le Canada (8,9 %), le Brésil (8,0 %) et les États-Unis (6,1 %), en 2020 au 5e rang mondial avec 4,5 % du total mondial, en 2019 au 5e rang mondial avec 4,4 % du total mondial et en 2018 au 5e rang mondial avec 4,5 % du total mondial. La part de l'hydroélectricité dans la production d'électricité nationale était de 17,3 %.
La société russe RusHydro est le deuxième plus grand producteur mondial d'énergie hydroélectrique.

## Puissance installée
La puissance installée des centrales hydroélectriques de la Russie atteignait 54 327 MW fin 2024 ; c'est le 5e parc hydroélectrique mondial, avec 4,0 % du total mondial, après ceux de la Chine (435 950 MW), du Brésil (109 982 MW), des États-Unis (102 096 MW) et du Canada (84 300 MW). Aucune mise en service nouvelle n'est intervenue en 2024, mais le programme de modernisation de RusHydro a ajouté 33,5 MW dans plusieurs centrales. L'effondrement du barrage d'Orsk en avril 2024, causé par des pluies exceptionnelles, a causé de graves inondations tout au long de la vallée de l'Oural.
Les mises en service de 2022 ont totalisé 145 MW, dont 63 MW par modernisation de la centrale de  Volzhskaya, 25 MW par celle d'Irkoutsk et 15 MW par celle de Votkinskaya. Le premier ministre a annoncé un objectif de construction de 7 000 MW de nouveaux projets.
La puissance installée s'est accrue en 2021 de 167 MW du fait de travaux de modernisation dans les centrales de Ust-Srednekanskaya, Nizhegorodskaya, Irkoutsk, Barsuchkovskaya et Votkinskaya.
Les mises en service de 2020 ont totalisé 380 MW, dont Zaramagskaya 1 (346 MW).
La Russie a mis en service 462,5 MW au cours de l'année 2019, dont les 320 MW de la centrale de Nizhne-Bureyskaya (productible : 1,67 TWh/an), dans la région de l'Amour, déjà inaugurée en 2017.
En 2018, 57 MW ont été mis en service en Russie, en particulier à la centrale d'Ust-Srednekans, dans l'extrême-orient russe, dont la puissance atteint 310 MW en 2019. Des travaux de modernisation sont en cours aux centrales d'Irkoutsk, Krasnoyarsk et Saratov.
La Russie a mis en service 364 MW au cours de l'année 2017, dont les 320 MW de la centrale de Nizhne-Bureyskaya, en Extrême-orient, où sont localisés la plupart des projets en cours, en aval de la centrale de Bureyskaya (2 010 MW).
En 2016, la Russie a mis en service 171 MW, dont la centrale Zelenchukskaya (140 MW) sur le fleuve Kouban dans la république de Karatchaïévo-Tcherkessie (nord-Caucase) ; la centrale combine la production au fil de l'eau et le pompage-turbinage avec deux groupes réversibles (160 MW en pompage). D'ici fin 2019, plusieurs projets en cours de construction devraient entrer en fonctionnement : Zaramagskaya-1 (342 MW) dans la république d'Ossétie-du-Nord-Alanie ; la 3e unité d'Ust-Srednekanskaya (142,5 MW) dans la région de Magadan ; et Nizhne-Bureyskaya (320 MW) dans la région de l'Amour.
En 2015, les mises en service ont été de 156 MW, dont la centrale de Gotsatlinskaya (100 MW) au Daghestan ainsi que plusieurs opérations de modernisation ajoutant 29 MW à des centrales existantes.
La Russie a mis en service 1 058 MW au cours de l'année 2014, plus 160 MW en pompage-turbinage. La restauration du projet Sayano-Chouchenskaia a été achevée, ce qui a ramené la centrale à sa pleine capacité de 6 400 MW. Les travaux à la centrale de Boguchany de 3 000 MW ont également été terminés par l’installation en 2014 des trois dernières de ses neuf turbines de 333 MW, et la centrale existante de Zelenchukskaya a été modernisée par l'ajout de 140 MW de capacité de pompage-turbinage à la cascade de Kubanski. La Russie a obtenu de la BERD un prêt de 185 millions € pour la modernisation de neuf centrales de la cascade Volga-Kama.

## Principales centrales hydroélectriques
La compagnie publique fédérale d'hydroélectricité RusHydro possède 81 % de la puissance installée hydroélectrique totale du pays.

Principales centrales hydroélectriques en Russie
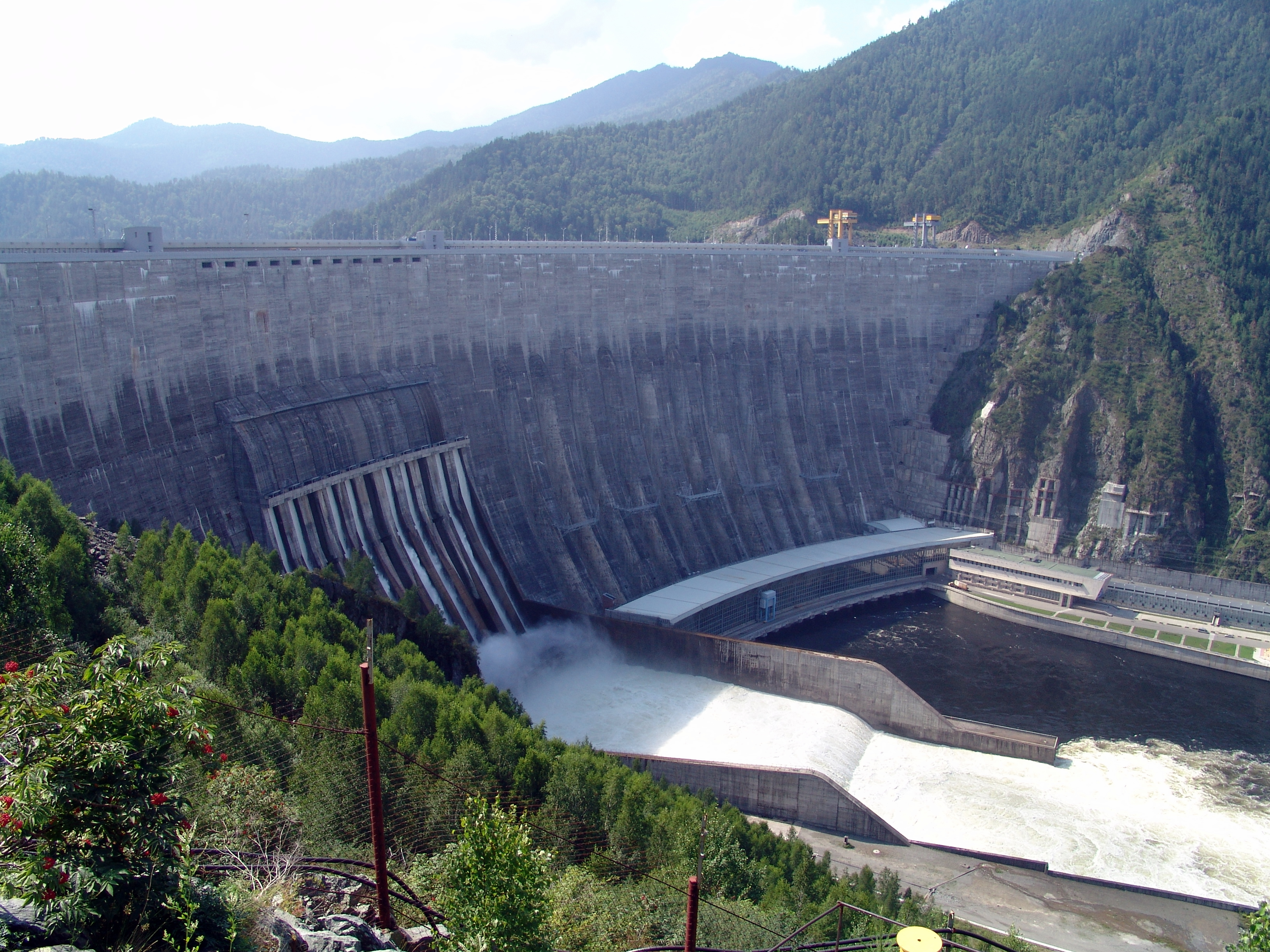
Barrage de Saïano-Chouchensk sur le fleuve Ienisseï, en 2010
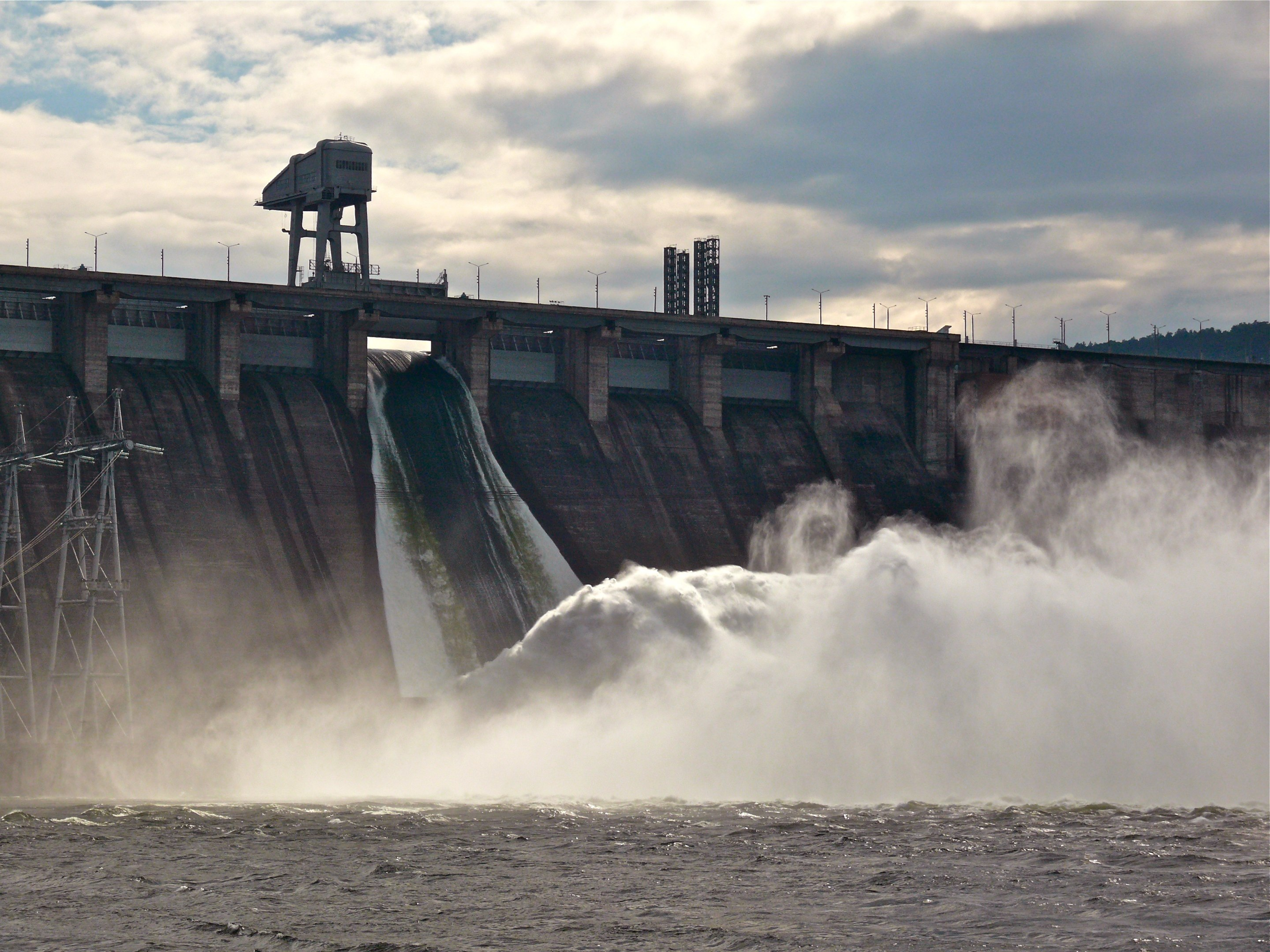
Barrage de Krasnoïarsk sur le fleuve Ienissei, en 2010
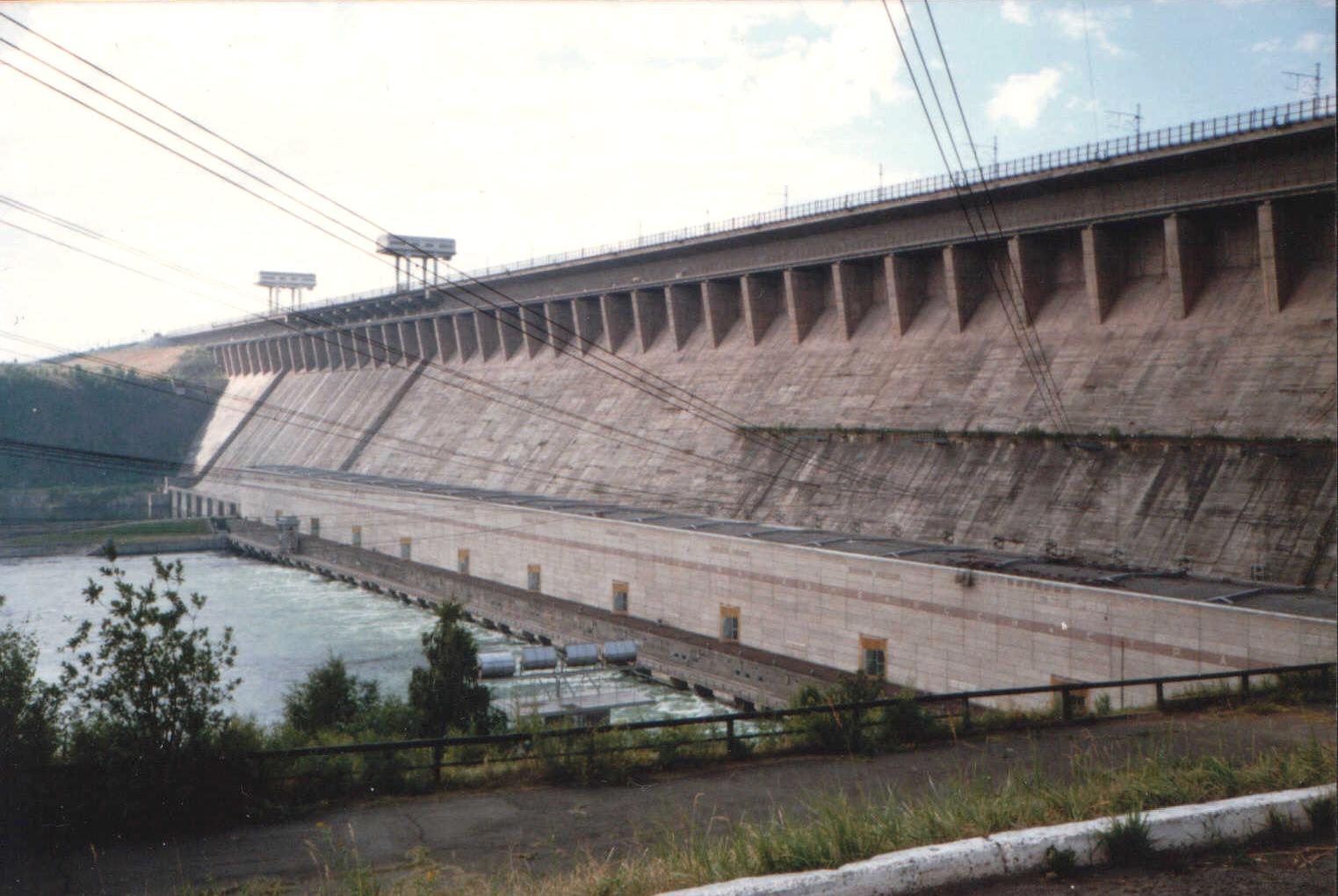
Barrage de Bratsk sur la rivière Angara, en 1989
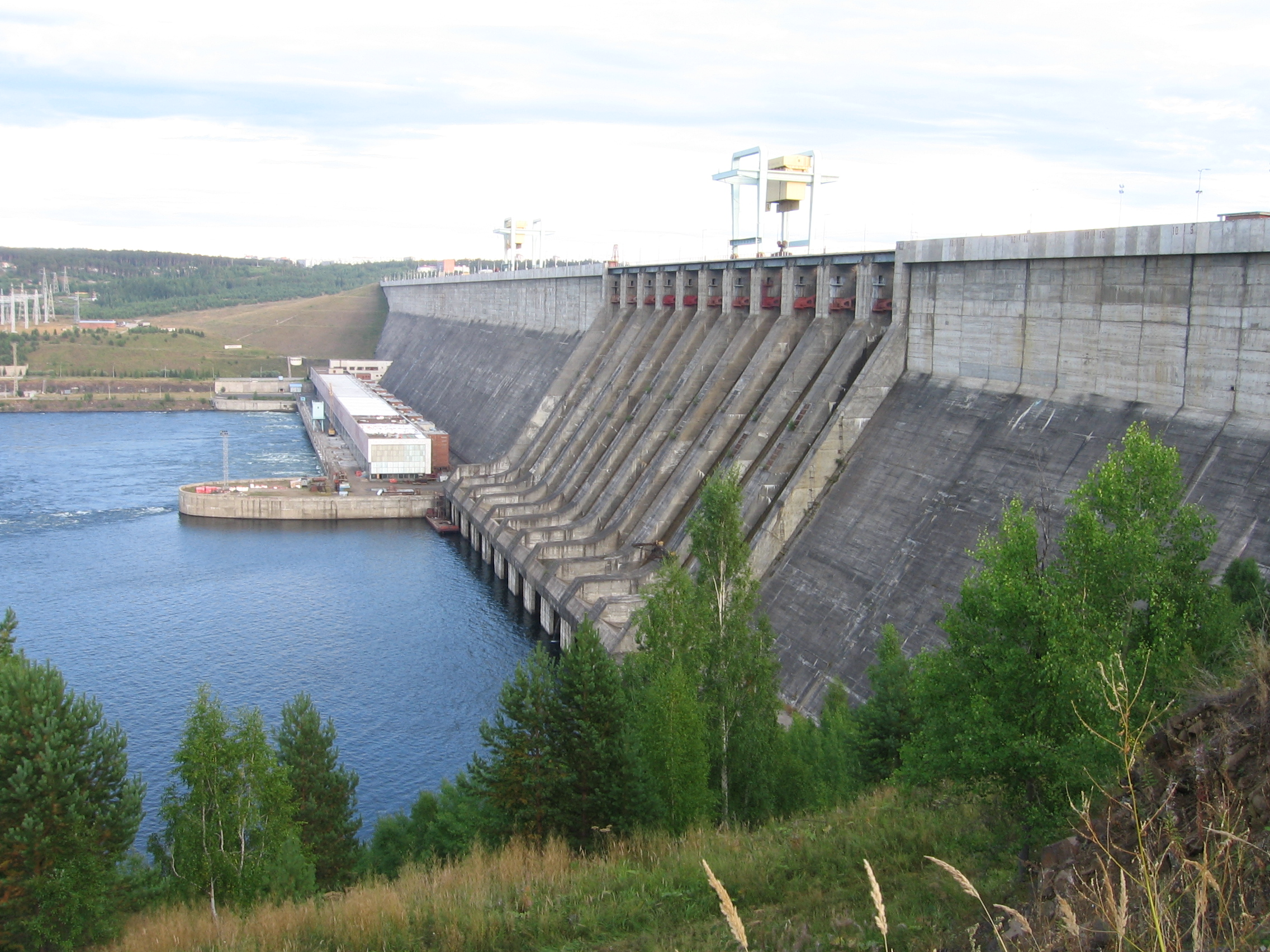
Barrage d'Oust-Ilimsk sur l'Angara, en 2008
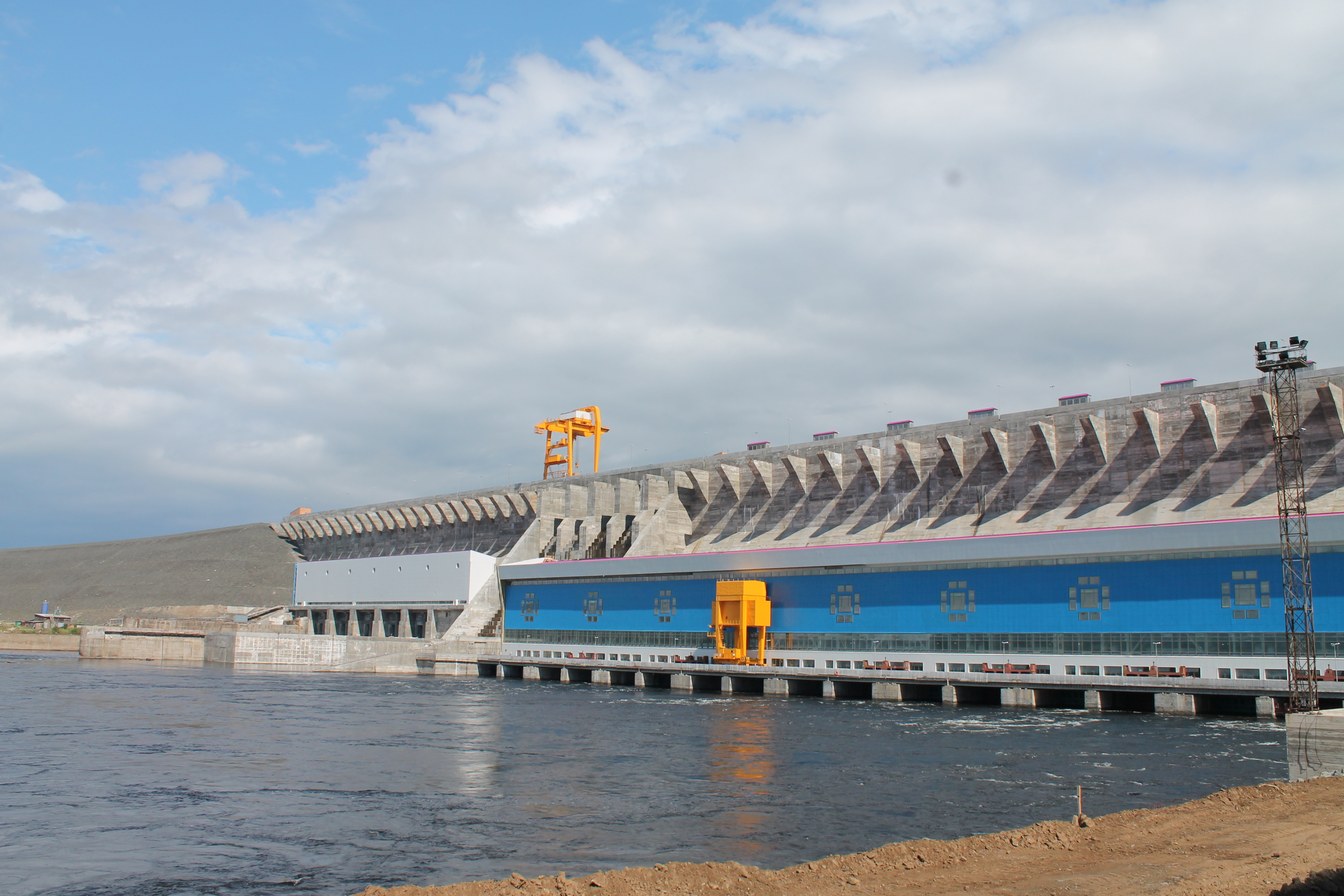
Barrage de Boguchany sur l'Angara, en 2015
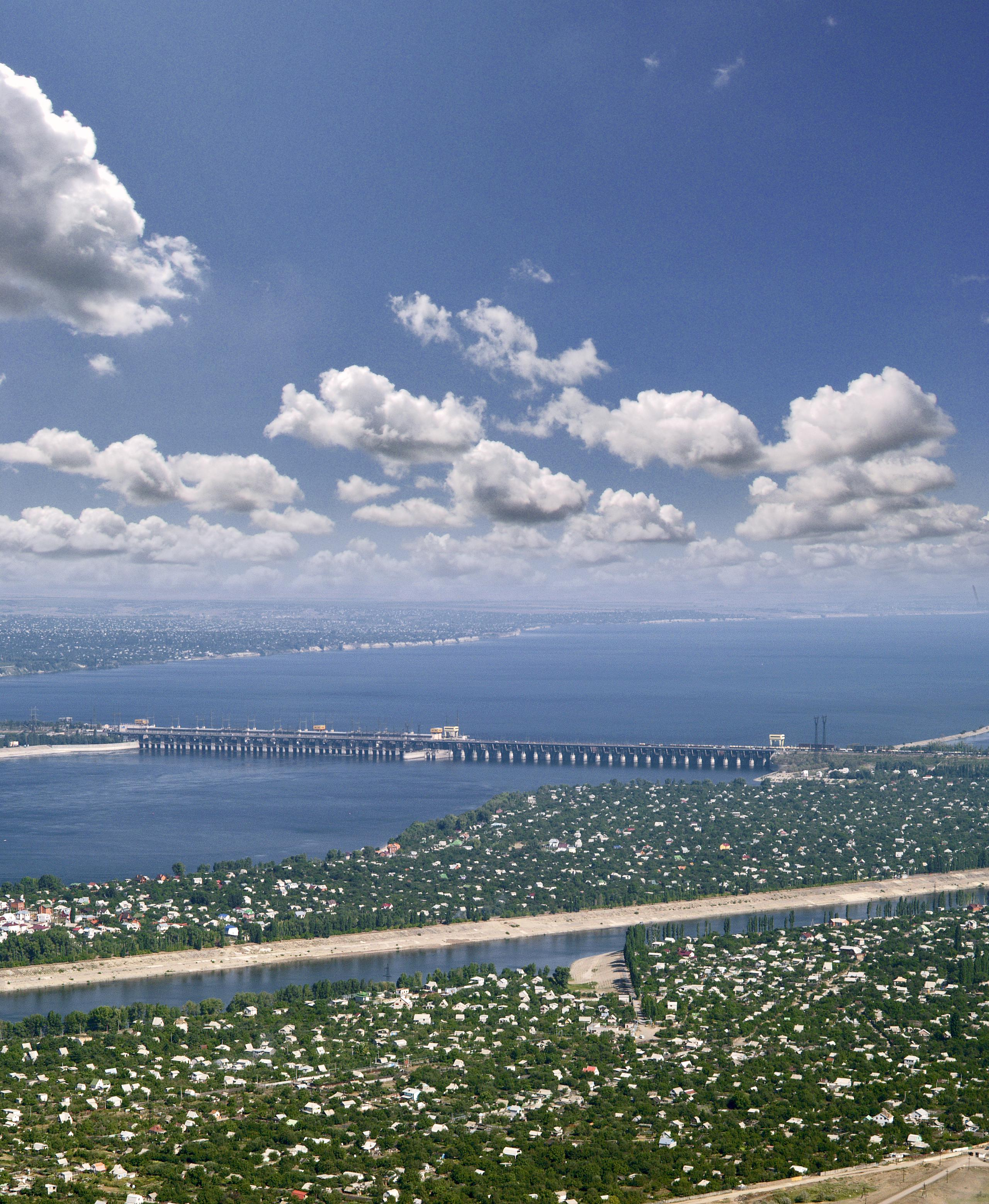
Barrage de Volgograd sur la Volga, en 2005
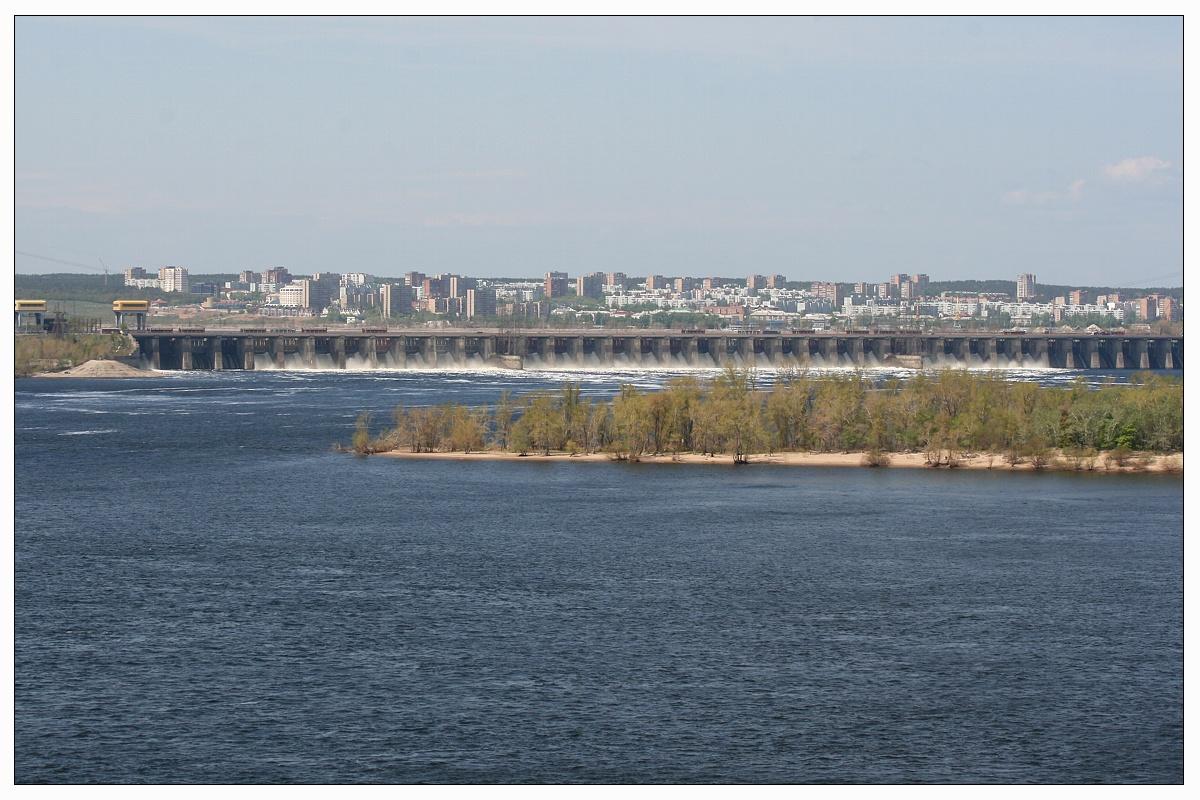
Barrage de Zhiguli-Kouybichev sur la Volga, en 2009
Barrage de Bureya sur la Boureïa, affluent de l'Amour, en 2010
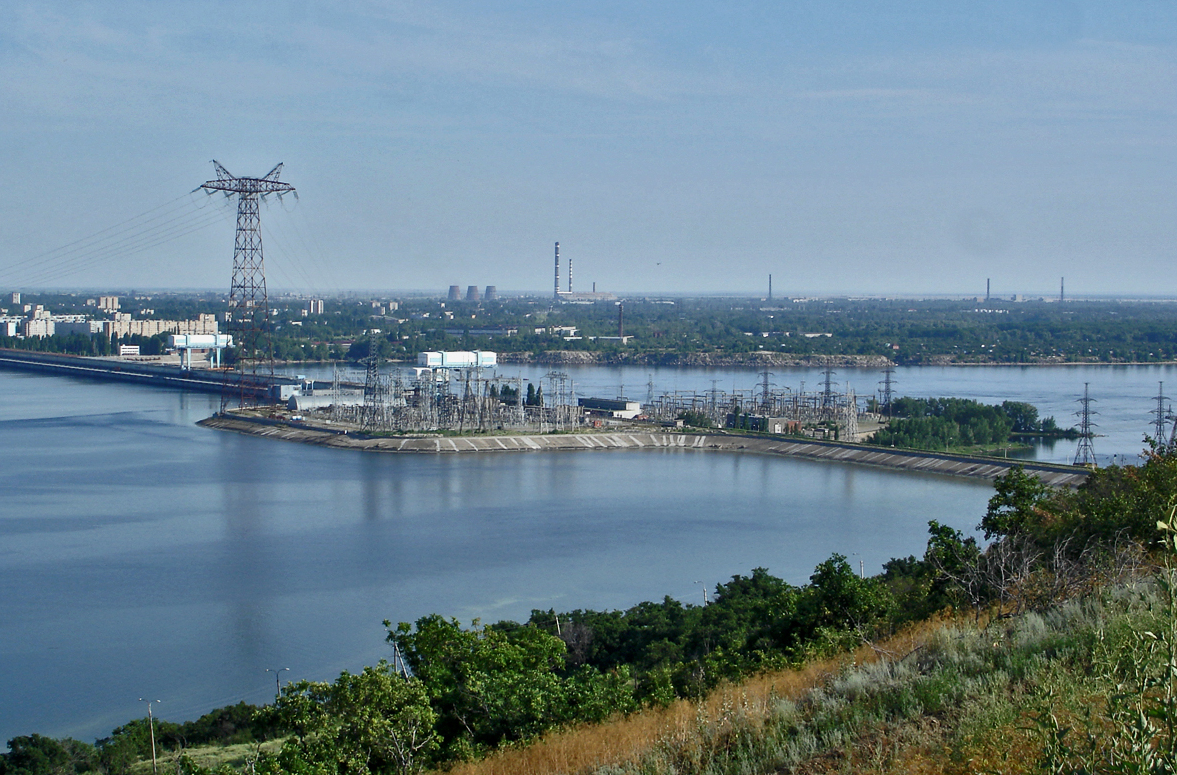
Barrage de Saratov sur la Volga, en 2011
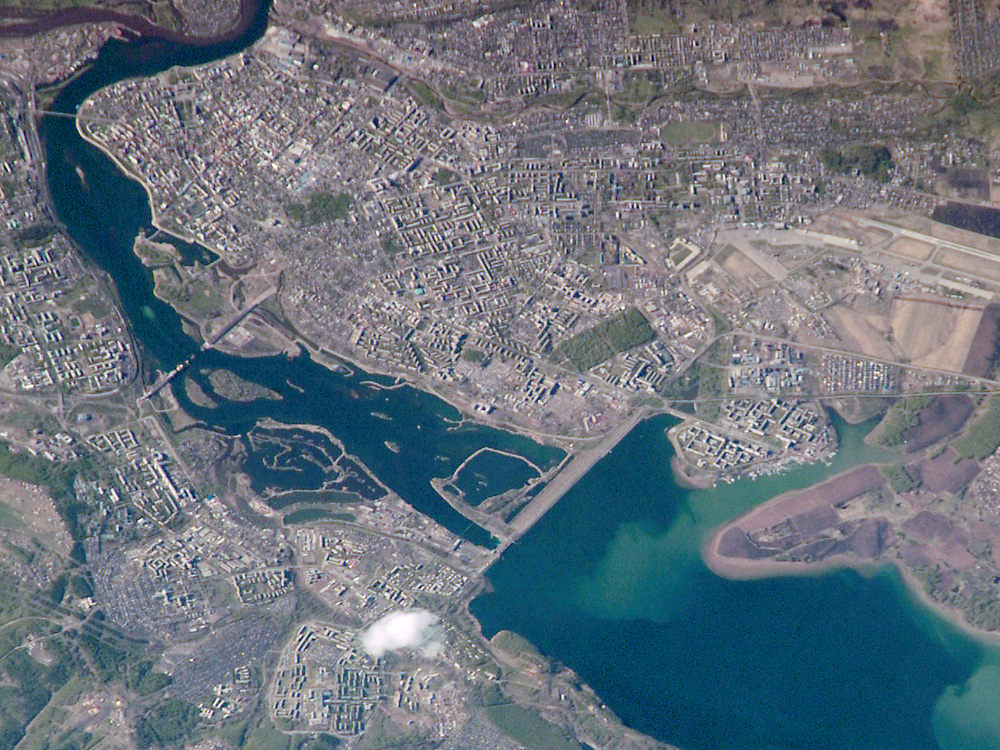
Barrage d'Irkoutsk sur l'Angara (photo satellite NASA)

Le barrage de Bratsk est le second niveau de la cascade de centrales électriques de la rivière Angara dans l'Oblast d'Irkoutsk. Lors de sa mise en service finale en 1967, c'était le plus gros producteur d'électricité du monde jusqu'à 1971 où la centrale canadienne de Churchill's Falls lui ravit le titre.
Le barrage d'Irkoutsk, également sur la rivière Angara, est le premier barrage de la cascade ; construit de 1950 à 1956, c'était la première grande centrale hydroélectrique sibérienne. Sa capacité est de 662,4 MW et sa production de 4,1 GWh.
Le barrage de Krasnoïarsk, haut de 124 m et long de 1 065 m, est situé sur le fleuve Ienissei ; construit de 1956 à 1972, il fournit 6 000 MW de puissance (12 turbines de 500 MW) et produit 20,4 TWh/an, dont 85 % utilisés pour  alimenter l'usine d'aluminium de Krasnoïarsk contrôlée par l'entreprise Rusal. Le barrage de Krasnoïarsk a fortement affecté le climat local. L'énorme quantité d'eau(73,3 Mds m3) stockée dans le réservoir de Krasnoïarsk (213 000 ha) rend le climat local plus chaud et humide. Ainsi avant sa construction, l'Ienisseï était libre de glaces autour de 196 jours par an, alors qu'aujourd’hui, il est libre de glace toute l'année jusqu'à 300 à 400 km en aval.
| Centrale                                      | Rivière  | Localisation                     | Mise en service | Puissance MW | Production (GWh/an) |
| Barrage de Saïano-Chouchensk                  | Ienisseï | république autonome de Khakassie | 1979-1985       | 6 400        | 24 500              |
| Barrage de Krasnoïarsk                        | Ienisseï | Kraï de Krasnoïarsk              | 1967-1971       | 6 000        | 20 400              |
| Barrage de Bratsk                             | Angara   | Oblast d'Irkoutsk                | 1967            | 4 500        | 22 600              |
| Barrage d'Oust-Ilimsk                         | Angara   | Oblast d'Irkoutsk                | 1975            | 3 840        | 21 700              |
| Barrage de Boguchany                          | Angara   | Kraï de Krasnoïarsk              | 2012-2013       | 2 970        | 17 600              |
| Barrage de Volgograd                          | Volga    | Oblast de Volgograd              | 1958-61         | 2 563        | 12 300              |
| Barrage de Zhiguli-Kouybichev                 | Volga    | Oblast de Samara                 | 1957            | 2 300        | 10 900              |
| Barrage de Bureya                             | Boureïa* | Extrême-Orient russe             | 2003-2009       | 2 010        |                     |
| Barrage de Tcheboksary                        | Volga    | Tchouvachie                      | 1968-86         | 1 404        |                     |
| Barrage de Saratov                            | Volga    | Oblast de Samara                 | 1967-71         | 1 360        | 5 352               |
| Barrage de la Zeïa                            | Zeïa*    | Oblast d'Amour                   | 1980            | 1 330        | 4 910               |
| Barrage de Nizhnekamsk                        | Kama     | Tatarstan                        | 1963-1978       | 1 200        |                     |
| Centrale de Zagorsk                           | pompage  | Oblast de Moscou                 | 1987-2000       | 1 200        |                     |
| Barrage de Votkinsk                           | Kama     | république d'Oudmourtie          | 1961            | 1 020        | 2 600               |
| Barrage de Tchirkeïsk                         | Soulak   | Daghestan                        | 1964-1970       | 1 000        |                     |
| * Boureïa et Zeïa : affluents du fleuve Amour |          |                                  |                 |              |                     |

Principaux aménagements de bassins fluviaux :
- Cascade Volga-Kama : à partir de l'aménagement du réservoir d'Ivankovo, près de Moscou, entre 1933 et 1937, douze grandes installations hydroélectriques, et d'autres de petite taille, ont été réalisées sur la Volga et la Kama, totalisant une puissance de 12 GW.
- Cascade de l'Angara : L'Angara a été équipée de trois barrages et trois centrales hydro-électriques qui figurent parmi les plus importantes de la planète. La première se situe aux limites d'Irkoutsk (barrage d'Irkoutsk 660 MW) à environ 80 km du lac Baïkal. Ensuite on trouve l'ouvrage de Bratsk (4 500 MW). Le lac de retenue créé pour le barrage de Bratsk (réservoir de Bratsk) figure parmi les plus grands lacs artificiels du monde (5 470 km2). Ce barrage fournit en moyenne 22,6 milliards de kilowattheures par an. Le troisième barrage est celui d'Oust-Ilimsk d'une puissance de 4 320 MW, formant le lac-réservoir d'Oust-Ilimsk, d'une superficie de 1 873 km2. Le quatrième barrage, le barrage de Boguchany (3 000 mégawatts), à Kodinsk, a été achevé en 2014 ; son lac-réservoir prend place parmi les 20 plus étendus au monde.

Projets :
- Barrage de Touroukhansk, sur la rivière Toungouska inférieure en Sibérie.  Il pourrait devenir la plus grande centrale hydroélectrique du monde avec une puissance projetée de 12 à 20 gigawatts, selon les sources. D'après les plans, le barrage devrait être construit et achevé pour l'année 2020. Il serait possible de produire de l'électricité dès les années 2016-2018.

## Centrales de pompage-turbinage
Les centrales de pompage-turbinage sont encore peu nombreuses en Russie : 1 385 MW contre 44 741 MW en Chine, 27 470 MW au Japon, 22 008 MW aux États-Unis.
La centrale de Zagorsk (1 200 MW), à 71 km au nord-est de Moscou, est la première centrale de transfert d'énergie par pompage construite en Russie en 1987. Une 2e centrale, Zagorsk-2 avec une puissance installée de 840 MW est en construction à proximité.
En 2014, la centrale existante de Zelenchukskaïa a été modernisée par l'ajout de 140 MW de capacité de pompage-turbinage à la cascade de Kubanski.

## Politique énergétique
En 2024, le ministère russe de l'énergie publie sa stratégie énergétique 2050, approuvée en avril 2025. Elle fixe un objectif d'accroissement de la production hydroélectrique de 17 % par rapport à 2023 et prévoit 7,8 GW de nouvelles centrales conventionnelles et de pompage-turbinage en Sibérie et dans l'Extrême-Orient.